# Eumops chimaera
Eumops chimaera — вид родини Молосові (Molossidae), ссавець ряду лиликоподібні (Vespertilioniformes, seu Chiroptera). Філогенетичний аналіз показав, що описаний новий вид утворює сестринську групу з Eumops perotis + Eumops trumbulli по цитохромі b. Поєднання аутапоморфних морфологічних (а саме форма рострума, положення і розмір першого верхнього премоляра) і молекулярних характеристик виправдовують опис нового виду.